# Campeonato Goiano de Futebol de 1959 (Campeonato Estadual)
O Campeonato Goiano de 1959 foi a 3º edição da divisão principal do campeonato estadual de Goiás. Foi realizado e organizado pela Federação Goiana de Desportos e disputado por 3 clubes entre os dias 15 de maio e 11 de setembro de 1960.
Esta foi a terceira edição do Campeonato Goiano e não é reconhecida pela Federação Goiana de Futebol. Informalmente o torneio é conhecido como Super Campeonato Goiano.
O título foi definido após uma melhor de três. O campeão foi o Goiânia, sendo o seu primeiro título de campeão goiano da história - excluindo os títulos goianiense -, ao derrotar o Ipiranga, na melhor de três, com duas vitórias e uma derrota.

## Regulamento
A competição foi disputada pelo Goiânia (campeão goianiense de 1959), Ipiranga (campeão anapolino de 1959) e Ceres (campeão goiano do interior de 1959). Os três times se enfrentam em turno e returno, com o título ficando para a equipe que somar mais pontos. Em caso de empate no número de pontos, a competição será decidida na melhor de três jogos.

## Participantes
| Equipe   | Cidade   | Classificação               | Em 1959 | Estádio (mando)   | Participação | Títulos        |
| -------- | -------- | --------------------------- | ------- | ----------------- | ------------ | -------------- |
| Ceres    | Ceres    | Campeão Interiorano de 1959 | NP      | Avenida Goiás     | 1ª           | 0 (não possui) |
| Goiânia  | Goiânia  | Campeão Goianiense de 1959  | NP      | Pedro Ludovico    | 1ª           | 0 (não possui) |
| Ipiranga | Anápolis | Campeão Anapolino de 1959   | 3º      | Manoel Demóstenes | 2ª           | 0 (não possui) |

## Estádios

Avenida Goiás
Manoel Demóstenes
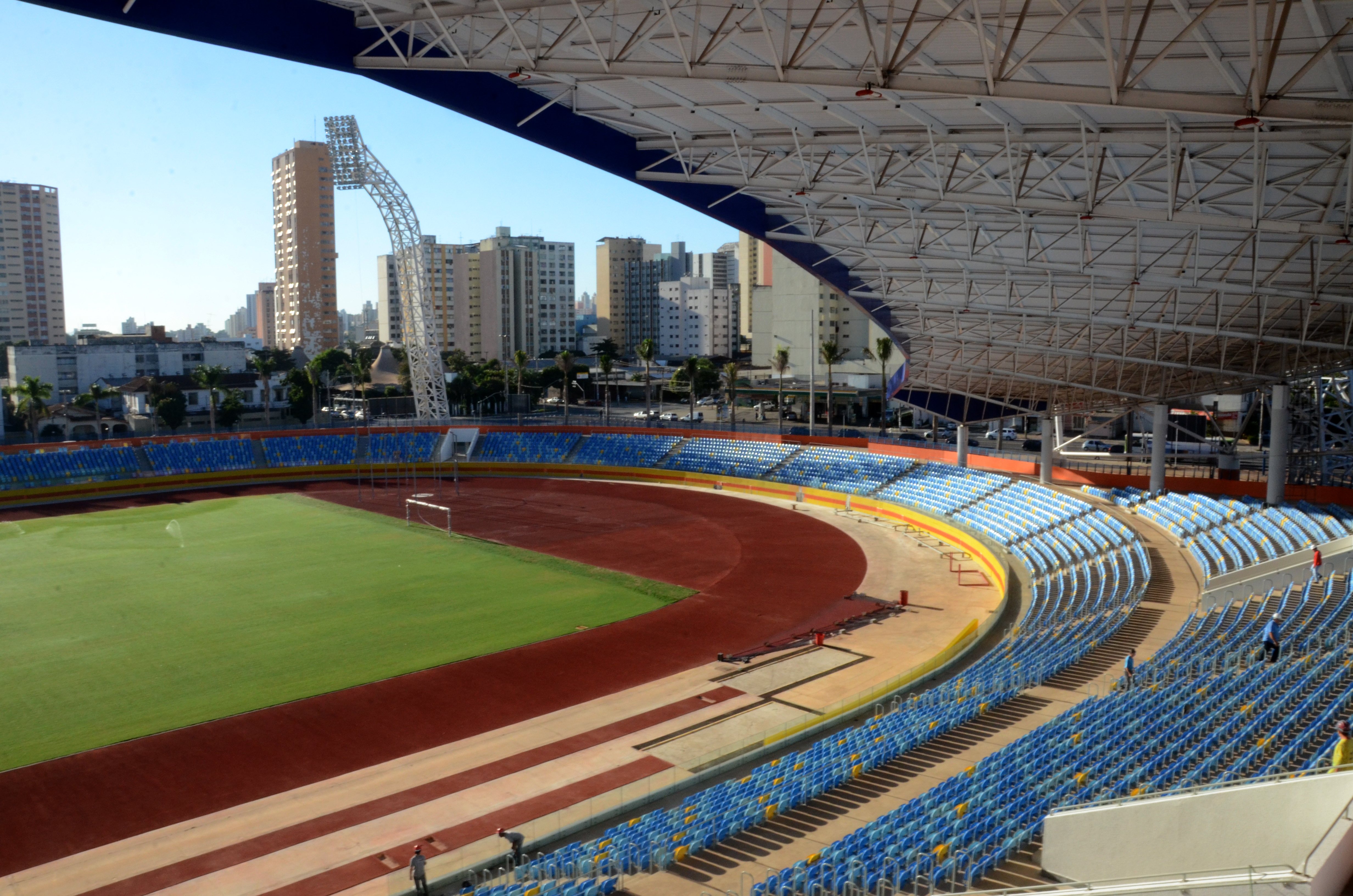
Pedro Ludovico

## Tabela

### Fase única
Primeira Rodada
| 15 de maio de 1960 | Goiânia | 6 – 0 | Ipiranga | Pedro Ludovico |
|                    |         |       |          |                |

Segunda Rodada
| 29 de maio de 1960 | Ipiranga | 6 – 3 | Ceres | Manoel Demóstenes |
|                    |          |       |       |                   |

Terceira Rodada
| 5 de junho de 1960 | Goiânia | 6 – 1 | Ceres | Pedro Ludovico |
|                    |         |       |       |                |

Quarta Rodada
| 12 de junho de 1960 | Ceres | 0 – 1 | Ipiranga | Avenida Goiás |
|                     |       |       |          |               |

Quinta Rodada
| 19 de junho de 1960 | Ipiranga | 3 – 2 | Goiânia | Manoel Demóstenes |
|                     |          |       |         |                   |

Sexta Rodada
| 10 de julho de 1960 | Ceres | 0 – 4 | Goiânia | Avenida Goiás |
|                     |       |       |         |               |

## Melhor de três
Primeiro jogo
| 28 de agosto de 1960 | Ipiranga | 1 – 0 | Goiânia | Manoel Demóstenes |
|                      |          |       |         |                   |

Segundo jogo
| 4 de setembro de 1960 | Goiânia | 3 – 2 | Ipiranga | Pedro Ludovico |
|                       |         |       |          |                |

Terceiro jogo
| 11 de setembro de 1960 | Goiânia | 4 – 0 | Ipiranga | Pedro Ludovico |
|                        |         |       |          |                |

## Premiação
| Campeonato Goiano 1959      |
| --------------------------- |
| Goiânia Campeão (1º título) |